# りょう (ものまねタレント)

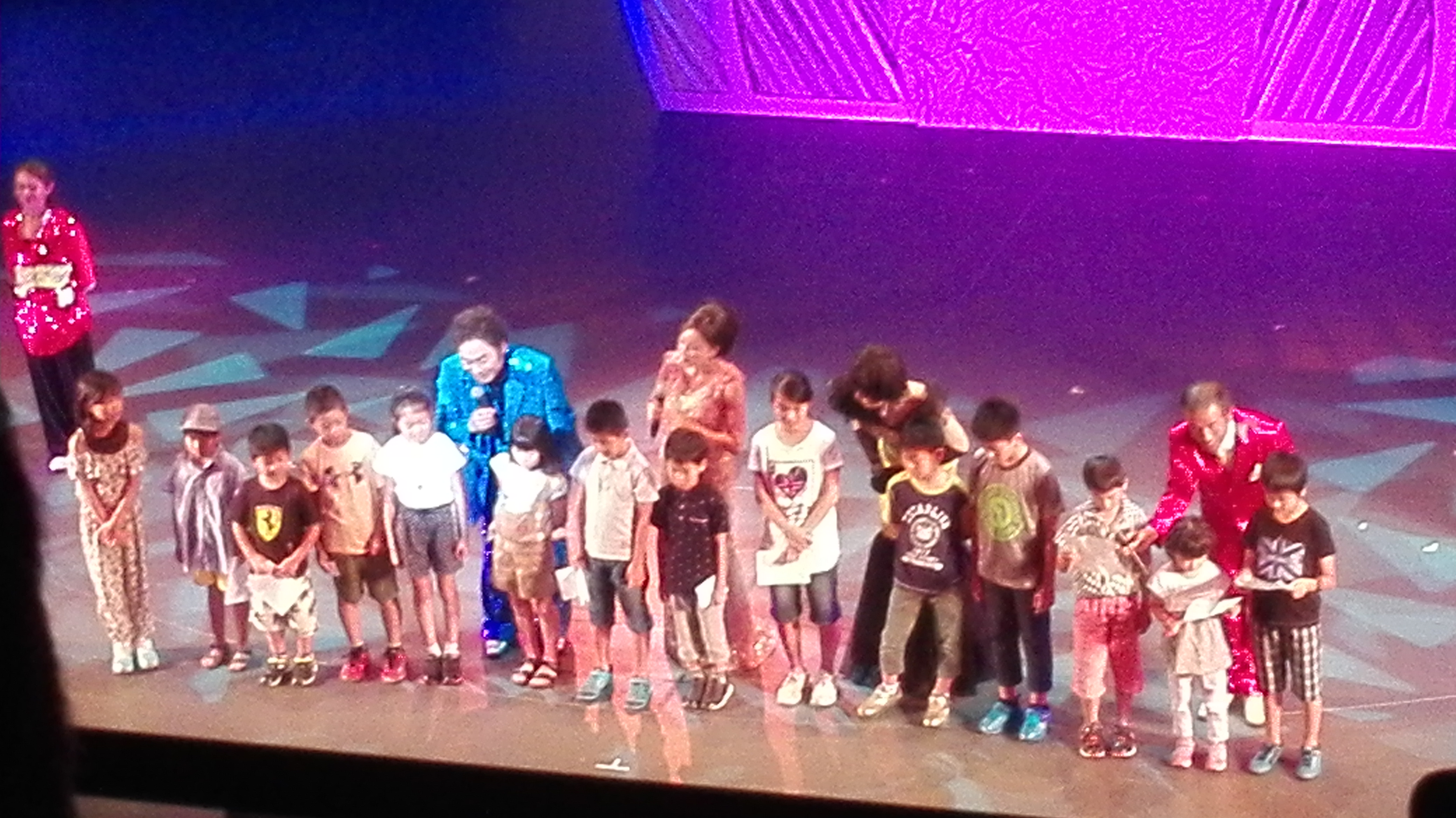
後列右から2人目がりょう（2018年9月、新歌舞伎座でのコロッケ座長公演より）

りょう（1991年5月8日 - ）は日本のものまねタレント。旧芸名は君島 遼（きみしま りょう）、柳元 りょう（やなぎもと りょう）。

## 解説
代表的なものまねは、本人公認の小林幸子をはじめ美空ひばり、ちあきなおみ、水前寺清子、八代亜紀など。男性であるにもかかわらず、女性歌手のレパートリーが多いことで知られる。

熱狂的な小林幸子ファンで、小林幸子公式ファンクラブ会員。

小林幸子のデビュー曲からこれまで発売された全ての楽曲のレコード・テープ・ＣＤは勿論、当時の公演パンフレットやツアーグッズ等コレクション多数。現在もコンサートには毎回通い、熱い声援を送っている。

## 人物
大阪府枚方市出身、大阪府在住。血液型はＡ型。身長174cm。日本舞踊 飛鳥流 名取名「飛鳥綾」。

## 来歴
幼い頃から祖父母の影響を受け、演歌が大好き。5歳から日本舞踊 飛鳥流で日本舞踊を習いはじめる。
師匠は歌舞伎俳優、市川右團次の父、飛鳥峯王（あすか・みねお）。
幼稚園では、周りの友達がヒーローごっこなどをしたがり演歌に興味を持たないことに違和感を持ちながら過ごし、帰りの歌はこぶしを回しながら歌っていた。
小学4年生の頃から家族や先生・クラスメートのものまねをしては周りを笑わせていた。
演歌好きでカラオケでも演歌をよく歌っていた。中でも小林幸子、美空ひばりが大好きであった。
嵐山美空ひばり館(現在閉館)に祖父母によく連れてもらっていた。
小林幸子の歌マネをはじめたのは高校3年生の時。ひそかに一人でしていたという。
知人から誘われ、20歳で本格的に小林幸子をはじめとする女性演歌歌手のものまねをはじめ、ステージに立つようになった。
2012年、大学4年生の時、「ものまね紅白歌合戦」新人コーナーで、当時大ブレイクしていた「キンタロー。」を含めた並みいる強豪を抑え、小林幸子のものまねで優勝。ものまね界の超新星と呼ばれる。翌年、4月21日放送のTBS『演芸パレード』で待望であった小林幸子本人との共演を果たす。サプライズだった小林は、ひたすら笑って身体を揺さぶり喜んでいた。以来、小林幸子本人から公認され、もらった衣裳は10着にもなる。
2018年、「ものまね王座決定戦」優勝。一回戦のネタは森昌子「越冬つばめ」、二回戦のネタは小林幸子「雪椿」、決勝のネタは水前寺清子「いっぽんどっこの唄」。オンエアを見ていた水前寺清子本人から「おめでとう！」と、祝福の電話があった。
平成生まれで昭和歌謡のものまねをする珍しいものまねタレントである。
小林幸子デビュー記念日動画、名曲「もしかして」にリモートデュエット出演。
2021年4月1日、芸名を君島遼から本名と読みの同じ『柳元りょう』へ改名することを自身のTwitterにて公表。
2022年2月4日、芸名を柳元りょうから『りょう』へ改名することを自身のTwitterにて公表。
月刊『第三文明』（第三文明社）2021年11月号から2023年3月号まで、Jeff Miyaharaとの対談「EMO歌を語れ！～魅力に溢れた昭和歌謡～」が17回にわたって連載された。本人のチャンネルのほか、第三文明社公式YouTubeチャンネルにおいても、ものまね動画が不定期配信されている。

## ものまねレパートリー
女性
小林幸子、美空ひばり、ちあきなおみ、水前寺清子、藤圭子、八代亜紀、由紀さおり、
大月みやこ、日吉ミミ、都はるみ、小柳ルミ子、山口百恵、黛ジュン、中村美律子、
島倉千代子、瀬川瑛子、いしだあゆみ、森昌子、青江三奈、西田佐知子、朝丘雪路、
梓みちよ、弘田三枝子、松尾和子、川中美幸

男性
氷川きよし、山下智久、ピーター、三條正人（鶴岡雅義と東京ロマンチカ）、山川豊
鬼龍院翔（ゴールデンボンバー）、清水翔太、三善英史、竹本孝之、沖田浩之、美川憲一